# Wilhelm Scheer
Wilhelm „Willi“ Scheer (* 1. Juli 1906 in Berlin; † 6. November 1944 im Zuchthaus Brandenburg-Görden) war ein deutscher Widerstandskämpfer, KPD-Mitglied und NS-Opfer.

## Leben

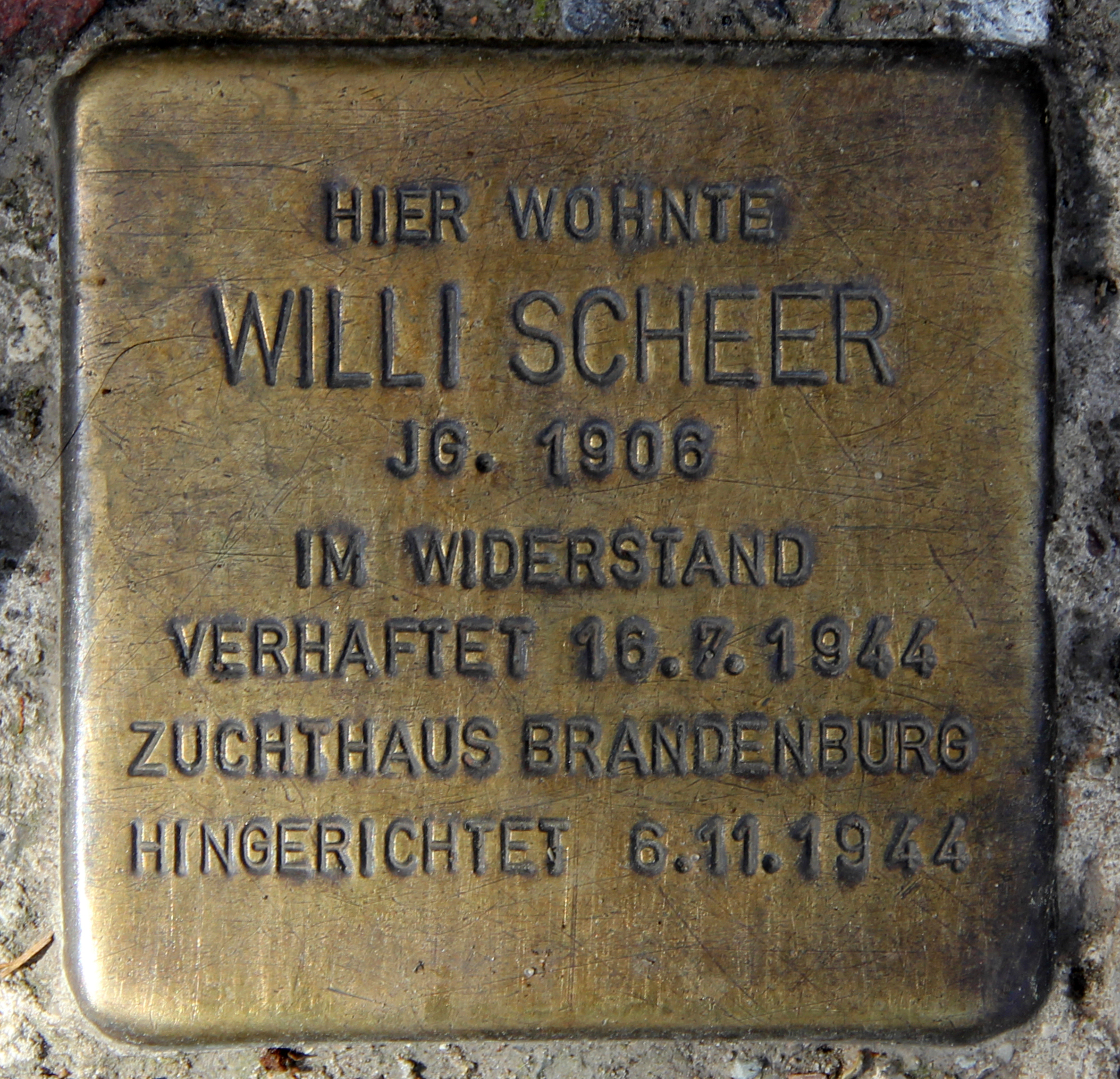
Stolperstein für Wilhelm Scheer an der Muskauer Straße 51 in Berlin-Kreuzberg

Wilhelm Scheer war gelernter Maler, betrieb eine Malerwerkstatt und war mit Gertrud Scheer, geborene Uhrland verheiratet. Scheer war Mitglied der KPD, wurde 1936 verhaftet, jedoch aus Mangel an Beweisen freigesprochen. Seit 1942 war er in der Firma Nicolaus & Co. tätig, die funktechnische Messgeräte unter anderem für das Reichsluftfahrtministerium herstellte. Über deren Teilhaber und Betriebsleiter Gustav Basse bekam er während des Zweiten Weltkrieges Kontakt zu Franz Jacob und dessen Saefkow-Jacob-Bästlein-Widerstandsgruppe. Zusammen mit Gustav Basse besorgte er einen Druckapparat, den er in seiner Werkstatt aufstellte und dort Flugblätter druckte und verteilte. Anfang Juli 1944 tauchte er unter, wurde jedoch am 16. Juli 1944 erneut verhaftet und im Zuchthaus Brandenburg-Görden inhaftiert. Scheer wurde vom Volksgerichtshof am 19. September 1944 zum Tode verurteilt und am 6. November 1944 zusammen mit Gustav Basse im Zuchthaus Brandenburg-Görden hingerichtet.

## Gedenken
Am 19. November 2008 wurde ein Stolperstein vor seiner Wohnung an der Muskauer Straße 51 in Berlin-Kreuzberg verlegt.